# Аглаоника
Аглаони́ка (греч. Ἀγλαονίκη; II век до н. э.), известная также как Аганис Фессалийская, упоминается как первая женщина-астроном древней Греции. В работах Плутарха и Аполлония Родосского она названа дочерью Гегетора Фессалийского. Она считалась колдуньей, так как могла заставить луну исчезать с небосвода, что, по-видимому, означало умение предсказывать лунные затмения.

## Наследие
Многие женщины-астрологи, считавшиеся, по-видимому, колдуньями, связывались с Аглаоникой. Они были известны как «Фессалийские ведьмы» и действовали с 3-го по 1-е столетие до н. э.
Один из кратеров на Венере назван в честь Аглаоники.
Фигура Аглаоники является частью инсталляции Джуди Чикаго «Званый ужин». Её имя упомянуто в числе 999 имён на Этаже Наследия.
Имя Аглаоники упоминается в греческой пословице в связи с приписываемой ей любовью к хвастовству: «Да, как луна подчиняется Аглаонике».